# جان پرسپر اکرت
جان آدام پرسپر اِکِرت جونیوز (به انگلیسی: John Adam Presper "Pres" Eckert Jr.) ‏(۹ آوریل ۱۹۱۹ – ۳ ژوئن ۱۹۹۵) مهندس برق و از پیشگامان رایانه اهل ایالات متحده آمریکا بود. او و همکارش جان ماکلی، او اولین کامپیوتر دیجیتال الکترونیکی همه منظوره (ENIAC) را طراحی کرد و بسیاری آن‌ها را سازندگان نخستین رایانه رقمی می‌دانند. 